# موريس آلياس
موريس آلياس (بالفرنسية: Maurice Allais)‏؛ (31 أيار 1911 - 9 تشرين الأول 2010)، اقتصادي فرنسي حاصل على جائزة نوبل في العلوم الاقتصادية عام 1988. ولد في باريس في فرنسا وكان والده يمتلك محل جبن اما جدة فهو عامل نجارة ولذا فانة يعتبر من الطبقة العاملة. في أغسطس 1914 اشترك والده في الحرب وأسر ومات في الأسر في ألمانيا في مارس 1915 وكان لتلك الصدمة تأثير واضح علي حياتة.
تلقي دراسته الثانوية وحصل علي شهادة بكالوريوس في العلوم اللاتينية وفي عام 1928 ثم البكالوريا في الرياضيات والفلسفة عام 1929, وقد حصل علي دبلوم مدرسة سوبيريوري في تعليم العلوم، وبعد عام من الخدمة العسكرية لأول مرة في مدرسة المدفعية في فونتين بلو، ثم جبال الألب في الجيش وسنتين في مدرسة سوبيريوري المناجم في باريس.
بدأ كمهندس الألغام في الخدمة العامة في أكتوبر 1936 وقد بدأت حياته المهنية في عام 1937 في سن السادسة والعشرين حيث وجد نفسه مسؤولا عن دائره المناجم والمحاجر ومنذ أكتوبر 1943 إلى أبريل 1948 كان مديرا لمكتب المناجم في باريس من أبريل 1948، وقد شعر بالارتياح لجميع المهام الإدارية وتمكن من تكريس كل وقته للتعليم والبحث والكتابة للنشر. كان أستاذ التحليل الاقتصادي في «المدرسة الوطنية سوبيريوري للمناجم» من عام 1944, ومدير وحدة البحوث في «مركز بحوث العلمية» (C.N.R.S.) من عام 1946. أيضا في معهد الإحصاء في جامعة باريس (1947-1968) وفي مركز توماس جيفرسون في جامعة فيرجينيا 1958 - 1959) وفي المعهد العالي للدراسات الدولية في جنيف (1967 - افيتي)، وجامعة باريس العاشرة (1970-1985). تقاعد من الخدمة المدنية في 31 أيار 1980 ولكن بفضل المدرسة الوطنية العليا للمناجم والمركز الوطني للبحوث العلمية تمكن من مواصلة العمل والاستمرار في التدريس والبحث والكتابة. تلقي العديد من الجوائز (أربعة عشر من الجوائز العلمية من 1933 حتى 1987). أهمها الميدالية الذهبية للمركز القومى للبحوث العلمية (c.n.r.s.) الأكثر تميزا في علم الشرف الفرنسي (فهناك قاعدة ذهبية واحدة كل سنة لجميع العلوم). ومنحت له في 1978 للمرة الأولى وبالإضافة إلى الأنشطة المذكورة اجري بعض الدراسات الاقتصادية في القطاعين الخاص وتأميم الشركات وثيوروبيان الاقتصادية.
طوال السنوات التي أعقبت الحرب العالمية الثانية وحتى إنشاء الجماعة الاقتصادية الأوروبية في عام 1958 كما شارك في المؤتمرات الدولية المختلفة مع رأي المؤسسة لحلف شمال الأطلسي وكان مقررا في «الناتو» في عام 1964 في واشنطن في مركز الدراسات الاستراتيجيه في جامعة جورج تاون. أخيرا، من 1959 إلى 1962، وعموما فقد اهتم بدراسة أربعة مجالات الاقتصاد التطبيقي: الإدارة الاقتصادية توزيع الدخل والضرائب والسياسة النقدية، واقتصاد الطاقة والنقل والتعدين البحث.
يبين الواقع ان أي اقتصاد مهما كان يجب أن ينظم على أساس من اللامركزيه في اقتصاد السوق لكي يكون فعالا وأفضل في استخدام الموارد الشحيحه المتاحة له ثم ما هي شروط تطبيق اقتصاد السوق؟و ما هي المسائل الاخلاقيه التي يثيرها هذا التنفيذ؟ ما هي الأوضاع النقدية في النمو الاقتصادي؟ ما هي شروط العمالة الكاملة؟ هذه هي الاسئله التي حاول الاجابه عنها. وهناك استنتاج رئيسي مفاده ان كلا من الأهداف الاقتصادية والاخلاقيه لعصرنا يمكن التوصل في نفس الوقت الا إذا كان الإطار المؤسسي الذي يعمل الاقتصاد بصورة ملائمة للإصلاح وحاول تحديد مبادئ هذا الإصلاح.
على المستوى الدولي كان ناشطا في عدة منظمات مثل الاتحاد الاوروبى والاتحاد الاقتصادي الأوروبي وقد دفعه ذلك إلى دراسة مستفيضه في مختلف الأعمال والمذكرات ولعوامل التنمية الاقتصادية وتحرير التجارة الدولية، والأوضاع النقدية للعلاقات الاقتصادية الدولية، والاتحادات الاقتصادية.
في دراسته من عوامل التنمية، فضلا عن ذلك في مختلف الانظمه الاقتصادية، وقد أدى ذلك إلى اتخاذ العديد من البحوث عن مقارنة الدخل الحقيقي والإنتاجية في فرنسا والاتحاد السوفياتي والولايات المتحدة، لدراسة تفصيليه في اقتصادات هذه الدول، وتحليل الأسباب المحتملة للاختلافات رصد الإنتاجية. من 1961 إلى 1968 كتب النسخة الأولى من الكتاب عام «الكائن الفضائي تايمز épercussions الاشتراكي الحضارات - facteurs economiques» (ارتفاع وسقوط الحضارات العوامل الاقتصادية، التي استمرت لتحسين وتطوير في اوقات مختلفة على مدى السنوات العشرين الماضية. هذا العمل الطموح والجرئ ويحاول أن يوضح انتظام دائم، خصوصا الكمي من تاريخ الحضارات، والتعامل مع النظم الاقتصادية، ومستويات المعيشة، والتكنولوجيا، والنقد الظواهر الديموغرافيه، عدم المساواة والطبقات الاجتماعية في كل من التأثيرات الوراثيه والبيئة والعلاقات الدولية والتأثيرات الخارجية المادية على المجتمعات البشرية، والنظم السياسية.

## روابط خارجية
- موريس آلياس على موقع الموسوعة البريطانية (الإنجليزية)
- موريس آلياس على موقع مونزينجر (الألمانية)
- موريس آلياس على موقع إن إن دي بي (الإنجليزية)